# Ponera graminifolia
Ponera graminifolia är en orkidéart som först beskrevs av George Beauchamp Knowles och Frederic Westcott, och fick sitt nu gällande namn av John Lindley. Ponera graminifolia ingår i släktet Ponera och familjen orkidéer. Inga underarter finns listade i Catalogue of Life.